# William Johnson (zapaśnik)
William Byron Johnson (ur. 19 stycznia 1901 w Brownwood, zm. 27 maja 1928 we Flushing w Nowym Jorku) – amerykański zapaśnik walczący w stylu wolnym. Olimpijczyk z Paryża 1924, gdzie zajął czwarte miejsce w wadze półśredniej.
Zawodnik Columbia University.

## Letnie Igrzyska Olimpijskie 1924
| Konkurencja      | Rundy eliminacyjne    | Rundy finałowe       | Rundy finałowe             | Rundy finałowe       | Rundy finałowe       | Klas. końcowa |
| Konkurencja      | Ćwierćfinał           | Repasaże o 2 miejsce | Repasaże o 2 miejsce       | Repasaże o 3 miejsce | Repasaże o 3 miejsce | Miejsce       |
| ---------------- | --------------------- | -------------------- | -------------------------- | -------------------- | -------------------- | ------------- |
| 72 kg styl wolny | Hermann Gehri (SUI) P | Gaston Fichu (FRA) Z | Eino Aukusti Leino (FIN) P | John Davis (GBR) Z   | Otto Müller (SUI) P  | 4.            |